# Вернешть (Арджеш)
Вернешть, Вернешті (рум. Vernești) — село у повіті Арджеш в Румунії. Входить до складу комуни Валя-Данулуй.
Село розташоване на відстані 144 км на північний захід від Бухареста, 42 км на північний захід від Пітешть, 115 км на північний схід від Крайови, 93 км на південний захід від Брашова.

## Населення
За даними перепису населення 2002 року у селі проживали 692 особи, з них 689 осіб (99,6%) румунів. Рідною мовою 689 осіб (99,6%) назвали румунську.